# Tomasz Jaworek
Tomasz Jaworek (* 14. Februar 1970 in Mikołów) ist ein ehemaliger polnischer Fußballspieler auf der Position des Mittelstürmers. Er spielte für den FC Energie Cottbus in der 2. Fußball-Bundesliga.

## Karriere
Jaworek spielte in seiner Jugend bei AKS Mikołów. Nach einigen Stationen wechselte er 1990 zu Ruch Chorzów. Dort absolvierte Jaworek 62 Spiele in der Ekstraklasa, der höchsten polnischen Liga, und erzielte acht Tore. 1992 verpflichte ihn der 1. FSV Mainz 05, wo er in der Saison 1992/93 auf 23 Einsätze und zwei Treffer in der 2. Fußball-Bundesliga kam. Nach der Saison folgte ein kurzer Aufenthalt beim isländischen Verein Víkingur Reykjavík, bevor er 1994 zum SC Paderborn 07 wechselte. Dort wurde er zwölfmal in der Regionalliga West-Südwest eingesetzt, war jedoch meist nur Einwechselspieler. Zwei Jahre später wechselte er zum FC Energie Cottbus, kam dort jedoch nur auf zwei Einsätze in der 2. Bundesliga. Danach folgte ein Abstecher nach Polen zu Olimpia Piekary Śląskie. Danach spielte Jaworek von 1998 bis 1999 beim FC 08 Homburg und erzielte in 26 Spielen 6 Tore. Anschließend wechselte er zum FC Carl Zeiss Jena, für die er in acht Spielen jedoch nicht mehr traf.